# Chirothecia
Chirothecia is een geslacht van spinnen uit de familie springspinnen (Salticidae).

## Soorten
De volgende soorten zijn bij het geslacht ingedeeld:
- Chirothecia amazonica Simon, 1901
- Chirothecia botucatuensis Bauab, 1980
- Chirothecia clavimana (Taczanowski, 1871)
- Chirothecia crassipes Taczanowski, 1878
- Chirothecia daguerrei Galiano, 1972
- Chirothecia euchira (Simon, 1901)
- Chirothecia minima Mello-Leitão, 1943
- Chirothecia rosea (F. O. P.-Cambridge, 1901)
- Chirothecia semiornata Simon, 1901
- Chirothecia soaresi Bauab, 1980
- Chirothecia soesilae Makhan, 2006
- Chirothecia uncata Soares & Camargo, 1948
- Chirothecia wrzesniowskii Taczanowski, 1878